# Cymopterus gilmani
Cymopterus gilmani är en flockblommig växtart som beskrevs av Conrad Vernon Morton. Cymopterus gilmani ingår i släktet Cymopterus och familjen flockblommiga växter. Inga underarter finns listade i Catalogue of Life.